# 圖穆利鎮區 (明尼蘇達州奧特泰爾縣)
圖穆利鎮區（英語：Tumuli Township）是位於美國明尼蘇達州奧特泰爾縣的一個行政鎮區。

## 歷史
圖穆利鎮區原名為尤寧鎮區（Union Township），於1869年設立，1870年改為現稱。現稱得名自坟冢。

## 地方資料
圖穆利鎮區的面積為91.95平方千米，當中陸地面積為74.62平方千米，而水域面積為17.32平方千米。根據2020年美國人口普查的數據，當地共有人口407人，而人口密度為每平方千米4.43人。